# Pseudococcus calceolariae
Pseudococcus calceolariae är en insektsart som först beskrevs av William Miles Maskell 1879.  Pseudococcus calceolariae ingår i släktet Pseudococcus och familjen ullsköldlöss. Inga underarter finns listade i Catalogue of Life.